# Antiga Ras
A Antiga Ras (em sérvio: Stari Ras)  foi uma das primeiras capitais do estado medieval sérvio de Ráscia, e uma das mais importantes por muitos anos. Localizada na região de Ráscia, a cidade localiza-se no centro geográfico e daí começou a se expandir.
Fundada entre os séculos VIII e IX, ficou deserta no século XIII. A sua localização favorável na área conhecida como Sérvia Velha, na região de Ráscia, nos cruzamentos do Mar Adriático e do Principado de Zeta, com a Bósnia a oeste e Cosovo a leste tornou-a muito importante.

## UNESCO
A Antiga Ras, em conjunto com Sopoćani foram inscritos como Patrimônio Mundial por "possuir várias construções medievais como fortalezas, igrejas e monastérios. O monastério em Sopoćani é uma lembrança do contato entre o Ocidente e o mundo bizantino."